# Ондржей Змрзлий
Ондржей Змрзлий (чеськ. Ondřej Zmrzlý, нар. 22 квітня 1999) — чеський футболіст, лівий захисник та центральний півзахисник чеського клубу «Славія» (Прага) та національної збірної Чехії.

## Клубна кар'єра
Починав займатися футболом у місцевому клубі «Белковіце-Лаштяни», у 2005 році перейшов у «Сігму» (Оломоуць), спочатку на правах оренди, потім на постійній основі. У футболці «Сігми» він грав у Юнацькій лізі УЄФА 2018/19, де «Оломоуц» дійшов до стикових матчів. На тому турнірі Змрзлий провів 3 матчі та забив 2 голи.
У вересні 2018 року дебютував у складі першої команди «Сігми» в матчі третього раунду кубка країни проти «Тршинеця». Дебютував у чемпіонаті 13 липня 2019 року в матчі 1-го туру проти «Вікторії» (Пльзень). Він вперше зіграв у стартовому складі 9 листопада того ж року проти «Фастава» (Злін). У своєму першому сезоні він провів загалом 19 ігор (16 у регулярному чемпіонаті та 3 у групі на виліт).
Влітку 2020 року підписав новий довгостроковий контракт із «Сігмою». У сезоні 2020/21 він почав регулярно грати в стартовому складі і забив свій перший гол 26 вересня 2020 року проти «Фастава». У наступних сезонах Змрзлий був одним із найважливіших гравців у команді тренера Вацлава Їлека.
У червні 2023 року продовжив контракт до кінця сезону 2024/25. Він покинув «Сігму» в січні 2024 року після 5 сезонів і 142 ігор, у яких забив 17 голів і віддав 17 асистів.
5 січня 2024 року Змрзлий перейшов у празьку «Славію», підписавши контракт до червня 2027 року.

## Виступи за збірну
Змрзлий провів кілька матчів за юнацькі збірні Чехії U16 і U20.
У листопаді 2022 року Змрзлий вперше був викликаний до збірної Чехії. Він дебютував 16 листопада 2022 року в товариському матчі проти Фарерських островів, який збірна Чехії виграла з рахунком 5:0, вийшовши на заміну замість Вацлава Черного.

## Досягнення
- Чемпіон Чехії (1):

«Славія»: 2024-25